# خوزپ فرانچ
خوزپ فرانچ (انگلیسی: Josep Franch; ۱ اوت ۱۹۴۳ – ۱۹ مهٔ ۲۰۲۱) بازیکن فوتبال اهل اسپانیا بود که به عنوان مدافع بازی می‌کرد.

## زندگی حرفه‌ای
فرانچ که در سانتا کریستینا د آرو به‌دنیا آمد و در تیم‌های بانیولز، فیگرس، ژیرونا، بادالونا، بارسلونا و سابادل بازی کرد.